# Peter Roh
Peter Roh (nascido em Conthey (Gunthis) no cantão de Valais, Suíça, 14 de agosto de 1811; morto em Bonn, Alemanha, 17 de maio de 1872) foi um pregador jesuíta suíço.

## Vida
Até seu décimo terceiro ano, Roh falava apenas francês, de modo que teve que aprender alemão com um padre alemão nas vizinhanças antes de começar seus estudos de ginásio no colégio interno mantido pelos jesuítas em Briga, na Suíça. Mais tarde, ele se tornou um aluno do ginásio mantido pelos jesuítas em Sião. Enquanto estava lá, ele decidiu entrar na Companhia de Jesus (1829); É estranho dizer que o meio externo de levá-lo a essa decisão foi a leitura do panfleto de Pascal Monita Secreta.
Ele ensinou as classes do ginásio no liceu de Friburgo. Ele foi o primeiro (1842-45) professor de dogmática em Friburgo, depois na academia de Lucerna, que acabara de ser dada aos jesuítas. Ao mesmo tempo, Roh pregava e ajudava conforme a oportunidade surgia nas missões. Esses trabalhos foram interrompidos pela eclosão da guerra suíça Sonderbund, durante a qual ele foi capelão militar; mas após seu fim, ele foi obrigado a fugir para o Piemonte, de lá para Linz e Gries. Por fim, encontrou um refúgio seguro em Ribeauvillé, na Alsácia, como tutor na família de seu conterrâneo e amigo Siegwart-Müller, também expatriado. Ele ficou lá até 1849.
O cargo de professor de dogmática de Roh na Universidade Católica de Leuven durou apenas um ano. Quando as missões católicas para as pessoas comuns foram abertas na Alemanha em 1850, seu verdadeiro trabalho começou; como ele mesmo disse: "Louvado seja Deus, agora chego ao meu elemento."
Ele era um orador improvisado; escrever sermões e discursos era, como ele mesmo confessou, "simplesmente impossível" para ele.

## Trabalho
Ele também poderia escrever quando necessário, como vários artigos dele no "Stimmen aus Maria-Laach" provam. Em seu panfleto "Das alte Lied: der Zweck heiligt die Mittel, im Texte verbessert und auf neue Melodie gesetzt", ele declarou que daria mil gulden a quem pudesse mostrar à faculdade de direito de Bonn ou Heidelberg um livro escrito por um jesuíta que ensinou o princípio de que o fim justifica os meios. O prêmio não foi reclamado. 
Alguns de seus sermões também foram preservados; foram impressos contra sua vontade a partir de notas estenográficas. A maior força do Padre Roh reside na sua capacidade de falar e "ele foi o pregador de língua alemã mais poderoso e eficaz que os jesuítas tiveram neste século".